# عز الدين نجيب
عز الدين نجيب (30 أبريل 1940 - 22 سبتمبر 2023) هو فنان تشكيلي مصري.

## حياته
ولد محمد عز الدين نجيب في 30 أبريل عام 1940 في محافظة الشرقية، حصل على شهادة البكالوريوس من كلية الفنون الجميلة في جامعة القاهرة عام 1962، ثم حصل على دبلوم عالي في قسم التصوير عام 1975.

## عضوية ومناصب
- عضو مؤسس بنقابة الفنانين التشكيليين وعضو مجلس الإدارة ومقرر اللجنة الثقافية في النقابة من عام 1985 حتى عام 1989.
- عضو مؤسس باتحاد الكتاب المصريين.
- عضو مؤسس بجمعية نقاد الفن التشكيلي 1987.
- عضو في مجلس إدارة وسكرتير عام جمعية آتيليه القاهرة للفنانين والكتاب من عام 1976 حتى عام 1995.
- عضو مؤسس بلجنة الدفاع عن الثقافة القومية من عام 1985 حتى 1990.
- عضو مؤسس وسكرتير عام الجمعية المصرية لأصدقاء المتاحف1991.
- رئيس مجلس ادارة الجمعية الاهلية للفنون الجميلة من عام 1996 حتى 1998.
- مؤسس ورئيس مجلس ادارة جمعية أصالة لرعاية الفنون التراثية المعاصرة منذ عام 1994 وحتى 2000.[6]
- انتدب أستاذاً غير متفرغ لتاريخ الفن والتذوق الفنى بكليات الفنون الجميلة والتربية النوعية بالقاهرة ومركز إعداد القادة الثقافيين الرواد بالهيئة العامة لقصور الثقافة من 1985 - 2002.
- رئيس تحرير موسوعة الحرف التقليدية بالقاهرة التاريخية التى أصدرت عن جمعية أصالة الجزء الأول منها 2004.[2]

## جوائز
ومن بين الجوائز الفنية التى حصل عليها، هي:
- الجائزة الثالثة في مسابقة الطبيعة بالمجلس الاعلى للثقافة 1985.
- حاصل على جائزة الاستحقاق من المعرض العام للفنون التشكيلية 1987.
- حاصل على الجائزة الثانية في التصوير في مسابقة سيناء للقوات المسلحة 1999.
- نال جائزة الدولة التقديرية في الفنون 2014.[2][6]